# مارج وهوميروس يلعبان دور الزوجين
مارج وهوميروس يلعبان دور الزوجين (بالإنجليزية: Marge and Homer Turn a Couple Play)‏، هي الحلقة الثانية والعشرون والأخيرة من عائلة سمبسون (الموسم 17) [الإنجليزية] من مسلسل الرسوم المتحركة الأمريكي The Simpsons. تم بثه في الأصل على شبكة فوكس في الولايات المتحدة في 21 مايو 2006.

## حبكة
فاز Springfield Isotopes بالمركز الأول في الرابطة الوطنية الغربية [الإنجليزية] بفضل استحواذها الجديد على Buck "Home run King" Mitchell. خلال إحدى المباريات في ملعب سبرينغفيلد، تغني تابيثا فيكس، زوجة نجم البوب باك، الحانات القليلة الأولى من النشيد الوطني الأمريكي، ثم ترتدي الملابس الداخلية وتنطلق في أداء رائع لإحدى أغانيها الخاصة. يقدم باك ، المهين، أداءً رهيبًا في لعبة تلك الليلة، وحتى أنه يترك الخفاش عن طريق الخطأ أثناء تأرجحه الذي يصيب خطيب Sideshow Mel بطريق الخطأ، مما يتسبب في استهجان الجمهور عليه. في وقت لاحق رأى هومر ومارج يقبلان بعضهما البعض على جمبو فيجن.
في وقت لاحق من تلك الليلة، ظهر باك عند الباب الأمامي لعائلة سيمبسون وطلب المساعدة في زواجه مقابل تذاكر الموسم. تشك مارج في قدرتهم على تقديم المشورة للأزواج الآخرين. أدت شكوكها إلى مغازلة هي وهوميروس، وهو ما يراه باك مثالاً على ما يريده مع زوجته. في الجلسة الأولى — التي تجري في غرفة المعيشة في عائلة سمبسون — اعترف باك بأنه افترض أن تابيثا ستتخلى عن مسيرتها في التسجيل للتركيز على مسيرته المهنية في دوري البيسبول، والتي ردت عليها بأنها لن تبقى في زواج غير متطابق. ستعقد الجلسة التالية في قصر باك وتابيثا وستكون أكثر سلاسة. نتيجة لحياته الشخصية الثابتة الآن، تعود لعبة باك إلى المستوى المتفوق.
تابيثا تواصل جولتها الموسيقية، ويأتي هومر لفحصها في غرفة ملابسها. هناك يعطها رقبتها. يشتكيها بصوت عالٍ ومديح هوميروس للدجاج المقلي الذي يأكله يسمعه باك، الذي يخطئ في تفسيرها ويصعد إلى هوميروس غاضبًا وبزاقات. الآن مع زواجه مرة أخرى على الصخور ، يذهب باك إلى ركود آخر. يريد هومر إعادتهما معًا، لكن مارج ترفض المساعدة. بعد بضع دقائق، قرع طابيثا الباب. تخبر مارج مصدومة بأنها تخطط لترك باك إلى الأبد. كائنات مارج، مصرة على البقاء معًا.
خلال مباراة باك التالية، يخطف هومر منطاد داف ويوجّه رسالة إلى باك، يفترض أنها من تابيثا تعلن حبها. باك، ينشط، يضرب الكرة في المنطاد نفسه، مما يتسبب في تفريغها وتحطمها؛ بينما يهرب هوميروس وحده من الحطام، يدرك باك أن تابيثا لم يكن لها دور في الرسالة. لقد اتهم هومر بأنه كان في يده، لكن مارج تثنيه بالقول إن هومر كان يحاول فقط المساعدة، وأن الزواج عمل شاق ولكنه يستحق ذلك. ثم تأتي Tabitha على Jumbo-Vision لتخبر باك بأنها تريد البقاء معًا.
تختتم الحلقة مع لاعب آخر من شركة Isotope، وهو Tito، قائلاً إنه لا يهتم بالزواج الذي تم شفائه لأن قطاع الطرق اختطفوا والدته للتو.